# 가비노 디에고

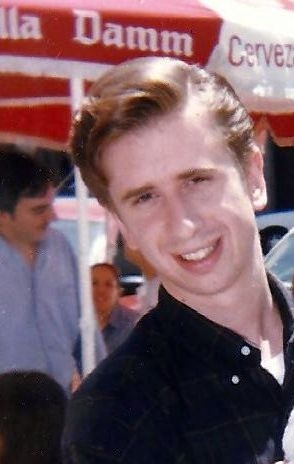

가비노 디에고(Gabino Diego, 1966년 9월 18일 ~ )는 스페인의 배우, 텔레비전 배우이다.
마드리드에서 태어났다.

## 영화
- 아워 러버스 (2016년)
- 한 여름의 꿈(영어판) (2005년)
- 드리밍 오브 줄리아 (2003년)
- 좀비 영화(영어판) (2003년)
- 불량경찰2:부정부패 소탕작전 (2001년)
- 사랑은 건강을 심하게 해친다 (1996년)
- 투 머치 (1996년)
- 아름다운 시절 (1992년)
- 에스트라다의 미망인 (1991년)
- 아 카르멜라 (1990년)